# Naitō Nobunari
Naitō Nobunari est un nom japonais traditionnel ; le nom de famille (ou le nom d'école), Naitō, précède donc le prénom (ou le nom d'artiste).
Naitō Nobunari (内藤 信成, 13 juin 1545-20 août 1612) est un samouraï de la période Sengoku et du début de l'époque d'Edo au service du clan Tokugawa ; il devient plus tard daimyo.
Nobunari passe pour être le fils illégitime de Matsudaira Hirotada (ce qui en ferait le demi-frère de Tokugawa Ieyasu). Il est plus tard adopté par Naitō Kiyonaga. Comme les années passent avec la succession de son frère comme chef et l'apparition des Tokugawa, Nobunari agit principalement comme page du premier mais accède à un rang plus élevé après avoir soutenu l'assaut de 1565 contre les moines émeutiers de la province de Mikawa.
Après s'être distingué au combat ultérieurement pendant un certain assaut sur le château de Kuroma, Nobunari continue de soutenir les Tokugawa respectivement à la bataille de Mikatagahara en 1573 et à Nagashino de 1575, occasions où il montre pour le moins une capacité modérée sur les deux champs de bataille. En 1590, Nobunari est récompensé par l'obtention du château de Nirayama dans la province d'Izu — d'un revenu de 10 000 koku à son nom — et commence l'époque d'Edo avec un fief de 50 000 koku à Nagahama dans la province d'Ōmi, dans lequel il demeure comme daimyo jusqu'à sa mort en 1612.

## Source de la traduction
- (en) Cet article est partiellement ou en totalité issu de l’article de Wikipédia en anglais intitulé « Naitō Nobunari » (voir la liste des auteurs).